# والکربرون
والکربرون (به انگلیسی: Walkerburn) یک روستا در بریتانیا است که در اسکوتیش بوردرز واقع شده‌است.